# Liste des paroisses civiles du Suffolk

Localisation du comté du Suffolk en Angleterre.

Voici la liste des paroisses civiles du comté cérémoniel du Suffolk, en Angleterre.

## Liste des paroisses civiles par district

### District de Babergh

Carte du district de Babergh.

Ce district est entièrement découpé en paroisses.
- Acton
- Aldham
- Alpheton
- Assington
- Belstead
- Bentley
- Bildeston
- Boxford
- Boxted
- Brantham
- Brent Eleigh
- Brettenham
- Bures St. Mary
- Burstall
- Capel St Mary
- Chattisham
- Chelmondiston
- Chelsworth
- Chilton
- Cockfield (Suffolk)
- Copdock and Washbrook
- East Bergholt
- Edwardstone
- Elmsett
- Erwarton
- Freston
- Glemsford
- Great Cornard
- Great Waldingfield
- Groton
- Hadleigh (ville)
- Harkstead
- Hartest
- Higham
- Hintlesham
- Hitcham
- Holbrook
- Holton St Mary
- Kersey
- Kettlebaston
- Lavenham
- Lawshall
- Layham
- Leavenheath
- Lindsey
- Little Cornard
- Little Waldingfield
- Long Melford
- Milden
- Monks Eleigh
- Nayland-with-Wissington
- Nedging-with-Naughton
- Newton
- Pinewood
- Polstead
- Preston St Mary
- Raydon
- Semer
- Shelley (Suffolk)
- Shimpling
- Shotley
- Somerton (Suffolk)
- Sproughton
- Stanstead (Suffolk)
- Stoke-by-Nayland
- Stratford St Mary
- Stutton (Suffolk)
- Sudbury (ville)
- Tattingstone
- Thorpe Morieux
- Wattisham
- Wenham Magna
- Wenham Parva
- Whatfield
- Wherstead
- Woolverstone

### District de East Suffolk

Carte du district de East Suffolk.

Ce district est entièrement découpé en paroisses.
- Aldeburgh (ville)
- Alderton
- Aldringham cum Thorpe
- All Saints and St Nicholas, South Elmham
- Barnby
- Barsham
- Bawdsey
- Beccles (ville)
- Benacre
- Benhall
- Blaxhall
- Blundeston
- Blyford
- Blythburgh
- Boulge
- Boyton
- Bramfield
- Brampton with Stoven
- Brandeston
- Bredfield
- Brightwell
- Bromeswell
- Bruisyard
- Bucklesham
- Bungay (ville)
- Burgh
- Butley
- Campsea Ashe
- Capel St Andrew
- Carlton Colville (ville)
- Charsfield
- Chediston
- Chillesford
- Clopton
- Cookley
- Corton
- Covehithe
- Cransford
- Cratfield
- Cretingham
- Culpho
- Dallinghoo
- Darsham
- Debach
- Dennington
- Dunwich
- Earl Soham
- Easton
- Ellough
- Eyke
- Falkenham
- Farnham
- Felixstowe (ville)
- Flixton
- Flixton
- Foxhall
- Framlingham (ville)
- Friston
- Frostenden
- Gedgrave
- Gisleham
- Great Bealings
- Great Glemham
- Grundisburgh
- Hacheston
- Halesworth (ville)
- Hasketon
- Hemley
- Henstead with Hulver Street
- Heveningham
- Hollesley
- Holton
- Homersfield
- Hoo
- Huntingfield
- Iken
- Kelsale cum Carlton
- Kesgrave (ville)
- Kessingland
- Kettleburgh
- Kirton
- Knodishall
- Leiston (ville)
- Letheringham
- Levington
- Linstead Magna
- Linstead Parva
- Little Bealings
- Little Glemham
- Lound
- Lowestoft
- Marlesford
- Martlesham
- Melton
- Mettingham
- Middleton
- Monewden
- Mutford
- Nacton
- Newbourne
- North Cove
- Orford
- Otley
- Oulton
- Oulton Broad
- Parham
- Peasenhall
- Pettistree
- Playford
- Purdis Farm
- Ramsholt
- Redisham
- Rendham
- Rendlesham
- Reydon
- Ringsfield
- Rumburgh
- Rushmere
- Rushmere St Andrew
- Saxmundham (ville)
- Saxtead
- Shadingfield
- Shipmeadow
- Shottisham
- Sibton
- Snape
- Somerleyton, Ashby and Herringfleet
- Sotherton
- Sotterley
- South Cove
- Southwold (ville)
- Spexhall
- St Andrew, Ilketshall
- St Cross South Elmham
- Sternfield
- St James, South Elmham
- St John, Ilketshall
- St Lawrence, Ilketshall
- St Margaret, Ilketshall
- St Margaret, South Elmham
- St Michael, South Elmham
- St Peter, South Elmham
- Stratford St Andrew
- Stratton Hall
- Sudbourne
- Sutton
- Sutton Heath
- Swefling
- Swilland
- Theberton
- Thorington
- Trimley St Martin
- Trimley St Mary
- Tuddenham St Martin
- Tunstall
- Ubbeston
- Ufford
- Uggeshall
- Walberswick
- Waldringfield
- Walpole
- Wangford with Henham
- Wantisden
- Wenhaston with Mells Hamlet
- Westerfield
- Westhall
- Westleton
- Weston
- Wickham Market
- Willingham St Mary
- Wissett
- Witnesham
- Woodbridge (ville)
- Worlingham
- Wrentham
- Yoxford

### District d'Ipswich
L'ancien borough de comté d'Ipswich n'est pas découpé en paroisses.

### District de Mid Suffolk

Carte du district de Mid Suffolk.

Ce district est entièrement découpé en paroisses.
- Akenham
- Ashbocking
- Ashfield cum Thorpe
- Aspall
- Athelington
- Bacton
- Badley
- Badwell Ash
- Barham
- Barking
- Battisford
- Baylham
- Bedfield
- Bedingfield
- Beyton
- Botesdale
- Braiseworth
- Bramford
- Brome and Oakley
- Brundish
- Burgate
- Buxhall
- Claydon
- Coddenham
- Combs
- Cotton
- Creeting St Mary
- Creeting St Peter
- Crowfield
- Darmsden
- Debenham
- Denham
- Drinkstone
- Earl Stonham
- Elmswell
- Eye
- Felsham
- Finningham
- Flowton
- Framsden
- Fressingfield
- Gedding
- Gipping
- Gislingham
- Gosbeck
- Great Ashfield
- Great Blakenham
- Great Bricett
- Great Finborough
- Harleston
- Haughley
- Helmingham
- Hemingstone
- Henley
- Hessett
- Hinderclay
- Horham
- Hoxne
- Hunston
- Kenton
- Langham
- Laxfield
- Little Blakenham
- Little Finborough
- Mellis
- Mendham
- Mendlesham
- Metfield
- Mickfield
- Monk Soham
- Needham Market (ville)
- Nettlestead
- Norton
- Occold
- Offton
- Old Newton with Dagworth
- Onehouse
- Palgrave
- Pettaugh
- Rattlesden
- Redgrave
- Redlingfield
- Rickinghall Inferior
- Rickinghall Superior
- Ringshall
- Rishangles
- Shelland
- Somersham
- Southolt
- Stoke Ash
- Stonham Aspal
- Stonham Parva
- Stowlangtoft
- Stowmarket (ville)
- Stowupland
- Stradbroke
- Stuston
- Syleham
- Tannington
- Thorndon
- Thornham Magna
- Thornham Parva
- Thrandeston
- Thurston
- Thwaite
- Tostock
- Walsham-le-Willows
- Wattisfield
- Westhorpe
- Wetherden
- Wetheringsett-cum-Brockford
- Weybread
- Whitton
- Wickham Skeith
- Wilby
- Willisham
- Wingfield
- Winston
- Woolpit
- Worlingworth
- Wortham
- Wyverstone
- Yaxley

### District de West Suffolk

Carte du district de West Suffolk.

Ce district est entièrement découpé en paroisses.
- Ampton
- Bardwell
- Barnardiston
- Barnham
- Barningham
- Barrow
- Barton Mills
- Beck Row, Holywell Row and Kenny Hill
- Bradfield Combust with Stanningfield
- Bradfield St Clare
- Bradfield St George
- Brandon
- Brockley
- Bury St Edmunds
- Cavendish
- Cavenham
- Chedburgh
- Chevington
- Clare
- Coney Weston
- Cowlinge
- Culford
- Dalham
- Denham
- Denston
- Depden
- Elveden
- Eriswell
- Euston
- Exning
- Fakenham Magna
- Flempton
- Fornham All Saints
- Fornham St Genevieve
- Fornham St Martin
- Freckenham
- Gazeley
- Great Barton
- Great Bradley
- Great Livermere
- Great Thurlow
- Great Whelnetham
- Great Wratting
- Hargrave
- Haverhill
- Hawkedon
- Hawstead
- Hengrave
- Hepworth
- Herringswell
- Higham
- Honington
- Hopton
- Horringer
- Hundon
- Icklingham
- Ickworth
- Ingham
- Ixworth
- Ixworth Thorpe
- Kedington
- Kentford
- Knettishall
- Lackford
- Lakenheath
- Lidgate
- Little Bradley
- Little Livermere
- Little Thurlow
- Little Whelnetham
- Little Wratting
- Market Weston
- Mildenhall
- Moulton
- Newmarket
- Nowton
- Ousden
- Pakenham
- Poslingford
- Rede
- Red Lodge
- Risby
- Rushbrooke with Rougham
- Santon Downham
- Sapiston
- Stansfield
- Stanton
- Stoke-by-Clare
- Stradishall
- The Saxhams
- Thelnetham
- Timworth
- Troston
- Tuddenham
- Wangford
- West Stow
- Westley
- Whepstead
- Wickhambrook
- Withersfield
- Wixoe
- Wordwell
- Worlington